# Насир ад-Даула
Абу Мухаммад аль-Хасан ибн Абуль-Хайджа Абдаллах ибн Хамдан ат-Таглиби (араб. أبو محمد الحسن ابن أبو الهيجاء عبدالله ابن حمدان ناصر الدولة التغلبي‎; ум. в 968/69), более известный под своим лакабом На́сыр ад-Да́ула (араб. ناصر الدولة‎; дословно — «Защитник династии»), — первый независимый эмир Мосула (фактически — всей Бадият-эль-Джазиры) из династии Хамданидов.

## Биография

### Происхождение
Абу Мухаммад аль-Хасан родился в семье Абуль-Хайджи Абдаллаха ибн Хамдана, сына эпонима и основателя могущества арабской династии Хамданидов Хамдана ибн Хамдуна. Его семья принадлежала к племени таглибидов, которое поселилось на плато Бадият-эль-Джазира в Северной Месопотамии ещё до начала арабских завоеваний. В период десятилетней анархии в Самарре (861—870 годы) таглибиды воспользовались ослаблением Аббасидского халифата чтобы утвердиться в Северной Месопотамии и захватить контроль над территорией с центром в Мосуле. Аббасиды пытались вернуть эти земли, и традиционно руководящий таглибидами Абдаллах воспользовался курдской военной помощью. С тех пор многие курдянки вступали в брак с членами семьи Хамданидов (как минимум таковой была мать Абу Мухаммада и его первая жена). Кроме этого курды занимали видное положение в войске.
Впрочем, даже с курдской помощью Хамдан не смог сохранить независимость: в 895 году его владения подчинил себе багдадский халиф из династии Аббасидов аль-Мутадид Биллах. Сам Хамдан бежал от вражеской армии и был вынужден сдаться в плен. Его сын Хусейн, которому было приказано охранять крепость Ардумушт на левом берегу Тигра (предположительно между современными городами Силопи и Ширнак), предпочёл сдаться без боя и предложить халифу свои услуги. Хусейну удалось схватить лидера хариджитов Харуна аш-Шари, тем самым положив конец мятежу в Бадият-эль-Джазире. Пользуясь связями с курдами, Хусейн обеспечил достойное будущее своей семье, выступая посредником между ними и халифами. Благодаря его деятельности, семья смогла выжить и укрепиться несмотря на натянутые отношения с правителями халифата. После, в 908 году, он выступил в поддержку тюрок, что низвергли халифа аль-Мутадида и сменили его халифом аль-Мутазз Биллахом, однако переворот вскоре был подавлен, а Хусейн погиб. Младший брат Хусейна, Ибрагим, занимал должность наместника Дияр-Рабии, провинции с центром в Насибине. Позже его сменил ещё один дядя Абу Мухаммада, Давуд. Отец Абу Мухаммада, Абдаллах, служил вали Мосула в 905/06—913/14 годах. Его неоднократно подвергали опале, однако он раз за разом восстанавливался на разных должностях, пока в 925/26 не вернул контроль над Мосулом. Находился в близких отношениях с греческим командующим армии Аббасидов Му’нисом ал-Хадимом, который в 929 году сыграл роль в узурпации власти аль-Кахир Биллахом, однако позже был убит во время его подавления. По словам французского историка М. Канара, Абдаллах зарекомендовал себя как наиболее могущественный и выдающийся представитель «первого поколения династии Хамданидов», и укрепившись в Мосуле, фактически и стал основателем эмирата Хамданидов.

### Консолидация власти и борьба с братом
Во время своего отсутствия в Мосуле, когда Абдаллах принимал участие во внутренней жизни Багдада, он передал свой пост Абу Мухаммаду. Со смертью Абдаллаха аль-Муктадир Биллах воспользовался возможностью ослабить власть династии Хамданидов и назначил на должность властителя Мосула представителя другой семьи, в то время как владения покойного разделились между его живыми братьями. Дяди Абу Мухаммада предъявили свои права на его земли, и тот, не в силах сопротивляться, остался с небольшими владениями на левом берегу Тигра. В 930 году назначенец халифата на должность наместника Мосула скончался, благодаря чему Абу Мухаммад восстановил свою власть над городом. Впрочем, продолжалась она недолго, поскольку его дяди, Наср и Саид, предпочли узурпировать владения племянника и отправили его править небольшой территорией в Дияр-Рабии. Власть над Мосулом вернулась в руки Абу Мухаммада четыре года спустя, однако Саид, который пользовался поддержкой со стороны халифов, вновь узурпировал владения. Тогда Абу Мухаммад бежал в Армению. Находясь тут, он организовал убийство дяди. После этого войска, занявшие Мосул, провозгласили его своим повелителем. Под руководством Абу Мухаммада они одержали победу над армией халифата, возглавляемой визирем Ибн Муклой, в состав которой входили представители бану Хабиб, противники Хамданидов в составе таглибидов, он вынудил халифа ар-Ради Биллаха признать право династии на автономность. Это произошло в конце 935 года. Абу Мухаммад получил власть над всей Бадият-эль-Джазирой со столицей в Мосуле в обмен на ежегодную дань в 70 тысяч динаров. Кроме этого его обязали как в бытность халифом поставлять муку в Багдад и Самарру.
Получив автономность (а де-факто — независимость) Абу Мухаммад был вынужден сосредоточиться на внутренних проблемах в Бадият-эль-Джазире, где многие местные кланы за пределами непосредственно Мосула сопротивлялись его единоличной власти. В частности в Дияр-Бакре вали Майяфарикина Али ибн Джафар поднял восстание против Хамданидов, в то время как в Дияр Мударе (провинция по среднему течению Евфрата со столицей в Самосате) восстали племена кайситов. Абу Мухаммад подавлял восстания в течение года, к концу 946 разбив бунтовщиков. Во многом ему в этом помог его брат Али, в награду получивший власть над двумя регионами. Тем временем побеждённые члены клана бану Хабиб собрали армию около 10 тысяч человек, во главе которой встал аль-Ала ибн Муаммар, и бежали в земли Византии. Этот шаг можно посчитать беспрецедентным, однако арабист Хью Кеннеди посчитал, что на него клан могли подвигнуть два фактора — исповедание христианства или усилившееся давления на их пастбища со стороны южных кланов. Хотя историк считает безусловным тот факт, что основной целью такого шага стало желание бегства от власти Хамданидов. В это время Абу Мухаммад пытался подчинить своей власти Иранский Азербайджан, находившийся под властью согдианского рода Саджидов, организовав два похода в 974 и 938 годах, однако успехом они не увенчались.